# Henry Swainson Cowper
Henry Swainson Cowper (* 17. Juni 1865 in Sudbury, Middlesex; † 7. April 1941 in Bowness-on-Windermere) war ein britischer Landbesitzer, Autor und Antikensammler.
Henry Swainson Cowper, Sohn von Thomas Christopher Cowper-Essex, besuchte die Harrow School und trat anschließend zunächst ins Militär ein. 1883 wurde er Leutnant im 1st Volunteer Battalion, Royal Lancaster Regiment, 1887 Captain, 1889 2nd Lieutenant, 3rd battalion, Royal Lancaster Regiment (1st Royal Lancashire Militia). 1890 nahm er seinen Abschied. Ende des 19. Jahrhunderts bereiste er Kleinasien, das Zweistromland, den persischen Golf sowie Libyen. 1902 heiratete er Amy Mary Dundas (1863–1953). 
Henry Swainson Cowper publizierte überwiegend zur Lokalgeschichte von Lancashire, ferner zu seinen Reisen im Orient sowie eine Studie zur Geschichte der Angriffswaffen. Er vermachte dem British Museum seine Sammlung von Antiken, meist ägyptischen Ursprungs. Begraben wurde er auf dem Friedhof von St. Michael and All Angels in Hawkshead, Lancashire, wo er auch seinen Landbesitz High Hall hatte.

## Schriften
- Through Turkish Arabia. A journey from the Mediterranean to Bombay by the Euphrates and Tigris valleys and the Persian Gulf. London 1894 (Digital).
- The oldest register book of the parish of Hawkshead in Lancashire. 1568–1704. London 1897 (Digital).
- The Hill of the Graces, a record of investigation among the trilithons and megalithic sites of Tripoli. London 1897 (Digital).
- Hawkshead (the northernmost parish of Lancashire). Its history, archaeology, industries, folklore, dialect etc. etc. London 1899 (Digital).
- The art of attack. Being a study in the development of weapons and appliances of offence, from the earliest times to the age of gunpowder. Ulverston 1906 (Digital).
- The registers of the parish of Aldingham in Furness in the County of Lancaster : baptism, burials & weddings, 1542–1695. 1907 (Digital).
- Loddenden and the Usbornes of Loddenden, the story of a Kentish homestead. Ashford 1914.